# W&H Dentalwerk
W&H Dentalwerk är ett österrikiskt företag som tillverkar tandvårdsprodukter.
Det startades 1890 i Berlin, men ligger sedan 1944 i Bürmoos i Salzburg i Österrike. Namnet W&H står för efternamnen på grundarna Jean Weber och Hugo Hampel, två finmekaniker som startade företaget för att tillverka hand- och vinkelstycken för tandvården. I mars 1946 blev Peter Malata chef på W&H och 1958 blev Peter och hans hustru Hilde ägare till företaget som sedan varit ett familjeföretag. W&H sysselsätter cirka 980 anställda, varav ca 650 i Bürmoos. De har även kontor i Tyskland, Italien, Frankrike, Sverige och Storbritannien.

## Historia
- 1895: W&H tillverkar ett universalhandstycke med justerbart huvud för att få optimal tillgång till behandlingsområdet.
- 1926: Det första filvinkelstycket från W&H tillverkas, den så kallade Cursor, som förenklar rotbehandlingar väsentligt.
- 1933: Enligt gamla ritningar och prototyper arbetar W&H-tekniker Roda på en idé om en ljuskälla inbyggt i instrumentet. Men de tekniska möjligheterna på den tiden gjorde tyvärr att det inte var möjligt att färdigställa denna modell.
- 1939: W&H utvecklar sin första fotstyrda tandläkarborr. Med denna maskin kunde man utföra behandlingar helt utan att vara beroende av ström. Genom att trycka på fotpedalen, ungefär som på en mekanisk symaskin, så kunde borren sättas i rotation.
- 1959: Den första mobila borrmaskinen kom ut på marknaden. Nu kunde ambulerande tandvård utföras så även sängliggande patienter kunde behandlas.
- 1960: W&H:s första turbin skapas, Turbo 60. Dessa turbiner hade en inbyggd snabbupphettning av vatten och luft.
- 1978: Den första RotoQuick-kopplingen kom ut på marknaden. Detta möjliggjorde en fri och enkel rotation av instrument i 360° och förenklade byte av instrument på motorn.
- 1979: W&H kommer med en världsnyhet: tryckknapp för turbiner introduceras. För första gången kan borr bytas med bara ett knapptryck på baksidan av instrumentet.
- 1983: År 1983 kom Elcomed. Den snabbaste och mest kraftfulla kirurgimaskin på marknaden av sin tid. Varvtalsregister uppgick till 45 000/min. Med denna maskin utökade W&H sitt produktsortiment till oralkirurgi. 1989: W&H presenterar ett unikt Endovinkelstycke. Medan rotkanalspreparation utförs anpassar sig filen efter kanalen och rör sig därför inte i en och samma rörelse och kan därför följa den naturliga formen på rotkanalen bättre.
- 1992: W&H introducerar instrument-rengöringssystemet Assistina på marknaden.
- 1995: Den tystaste och samtidigt kraftfullaste turbinen på den tiden, 898 LE (Low Emission), utvecklas. 2001: W&H utvecklar en implantatmotor med absolut precision för arbete med dentalimplantat.
- 2007: I den nya generation av Syneainstrument ingår turbiner som för första gången i dentals historia har steriliserbara ljusdioder. För att göra fördelarna med den nya LED-tekniken tillgängliga för alla tandläkare så inför W&H vid IDS-mässan år 2007 kirurgiska hand- och vinkelstycken med generatorteknik. Ström till ljuset produceras genom den integrerade generatorn oberoende av motorn, ungefär som cykeldynamo.